# Ligne de tramway C (TELB)
Pour les articles homonymes, voir Ligne C.
La ligne C est une ancienne ligne du tramway de Lille.

## Histoire
La ligne C  ouverte en 1875 sur le réseau originel de Lille à traction hippomobile reliait la place de la gare à la porte d'Arras par la rue de Paris (actuelle rue Pierre-Mauroy), la place Simon Vollant (porte de Paris), le boulevard Denis Papin, le boulevard des Écoles (actuel boulevard Jean-Baptiste-Lebas), la rue d'Arras.
Le 26 septembre 1955, les lignes L Lille - Wattignies et O Lille - Wambrechies sont fusionnées avec la ligne C. La partie de la ligne L de la place Rihour à la porte d'Arras par la rue de l'Hôpital-militaire, la place de la République, la rue Nicolas-Leblanc et la rue d'Artois est alors supprimée.
Cette ligne devient, après la ligne F, la plus longue ligne du réseau lillois.
La ligne est supprimée le 17 mars 1962, elle est remplacée par une nouvelle ligne d'autobus sous l'indice 3.

## Vestiges

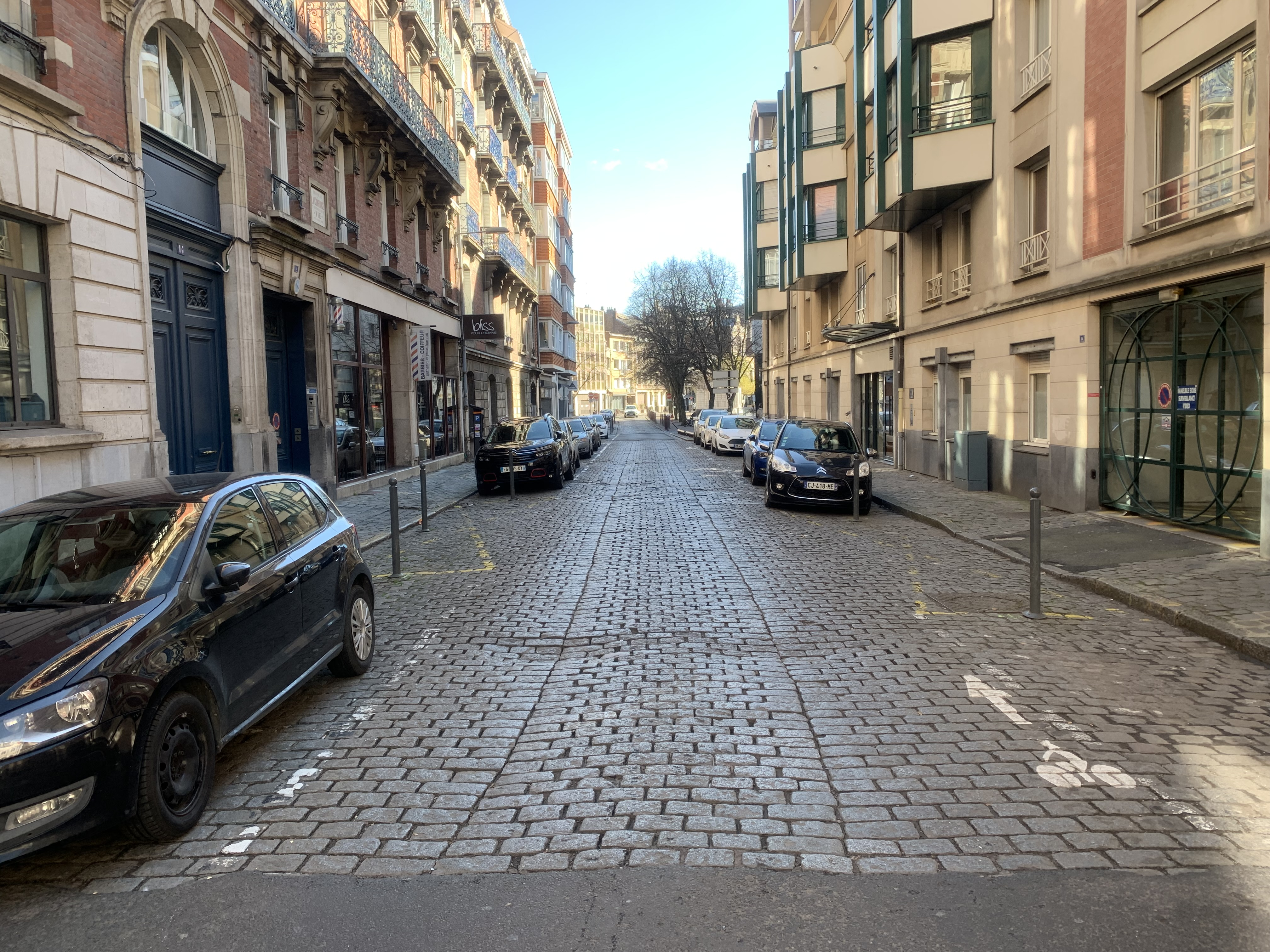
Trace dans les pavés des anciens rails de la ligne rue de la Chambre-des-Comptes (1/2).
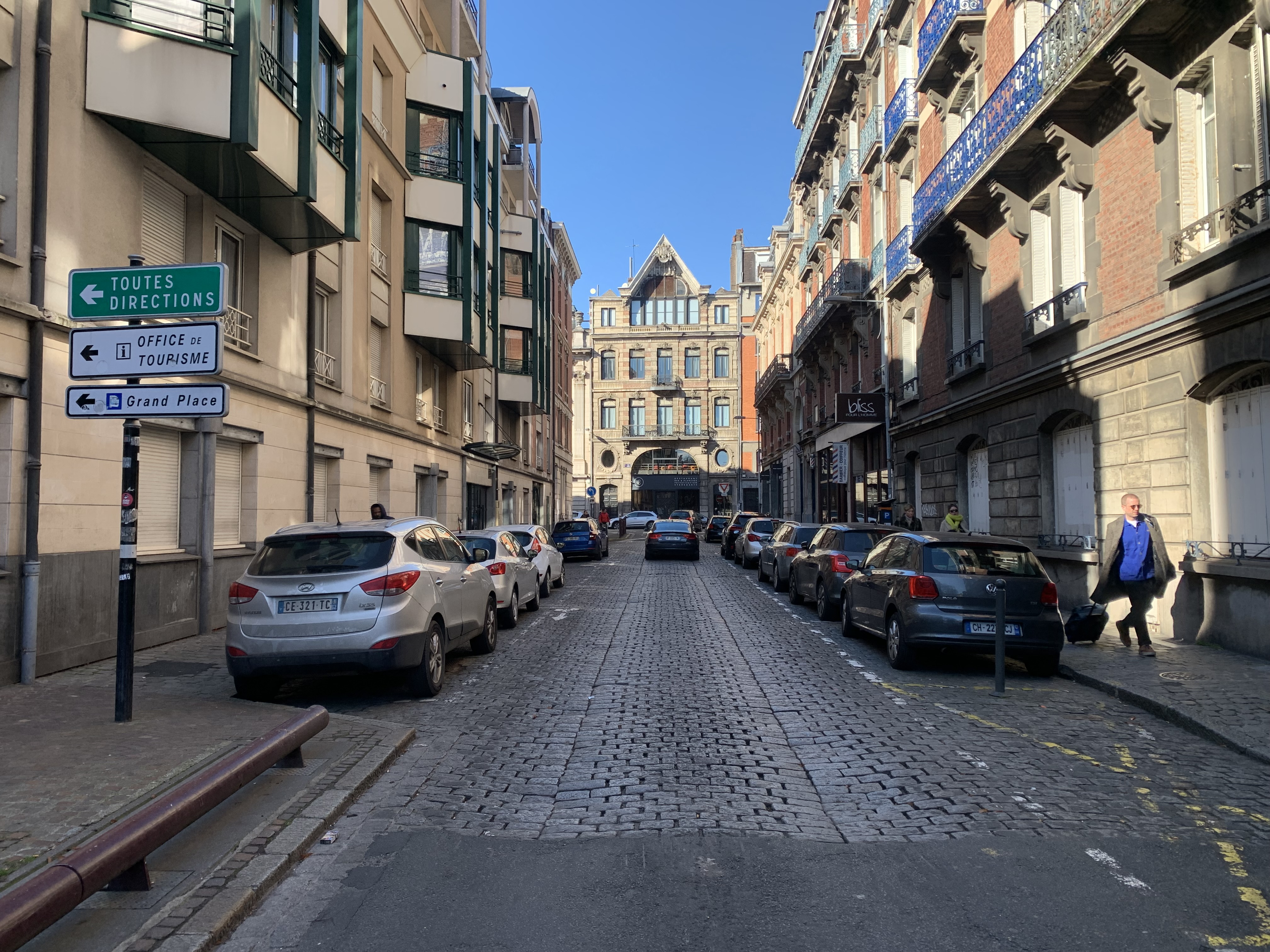
(2/2)
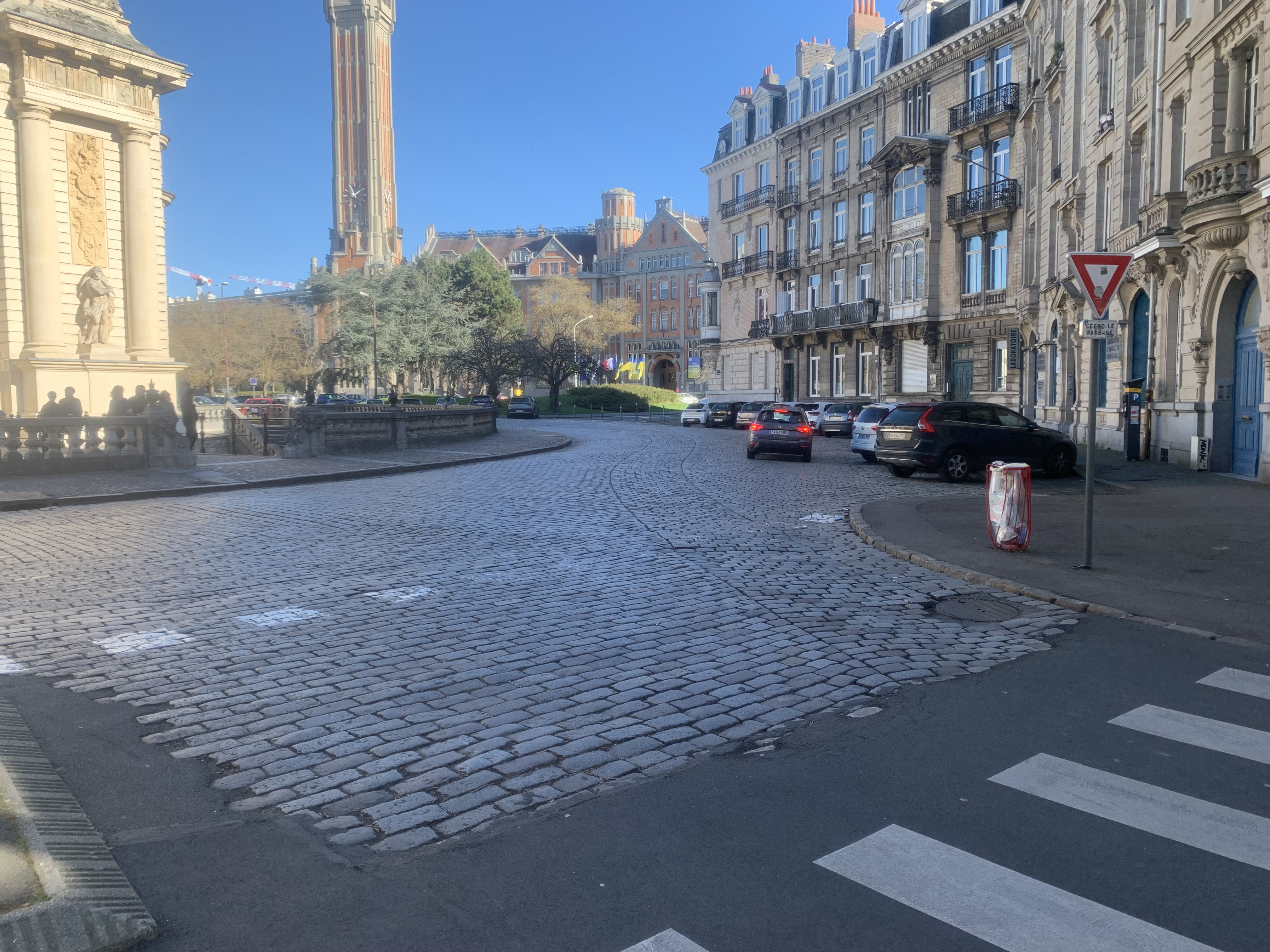
Place Simon Vollant (1/3).
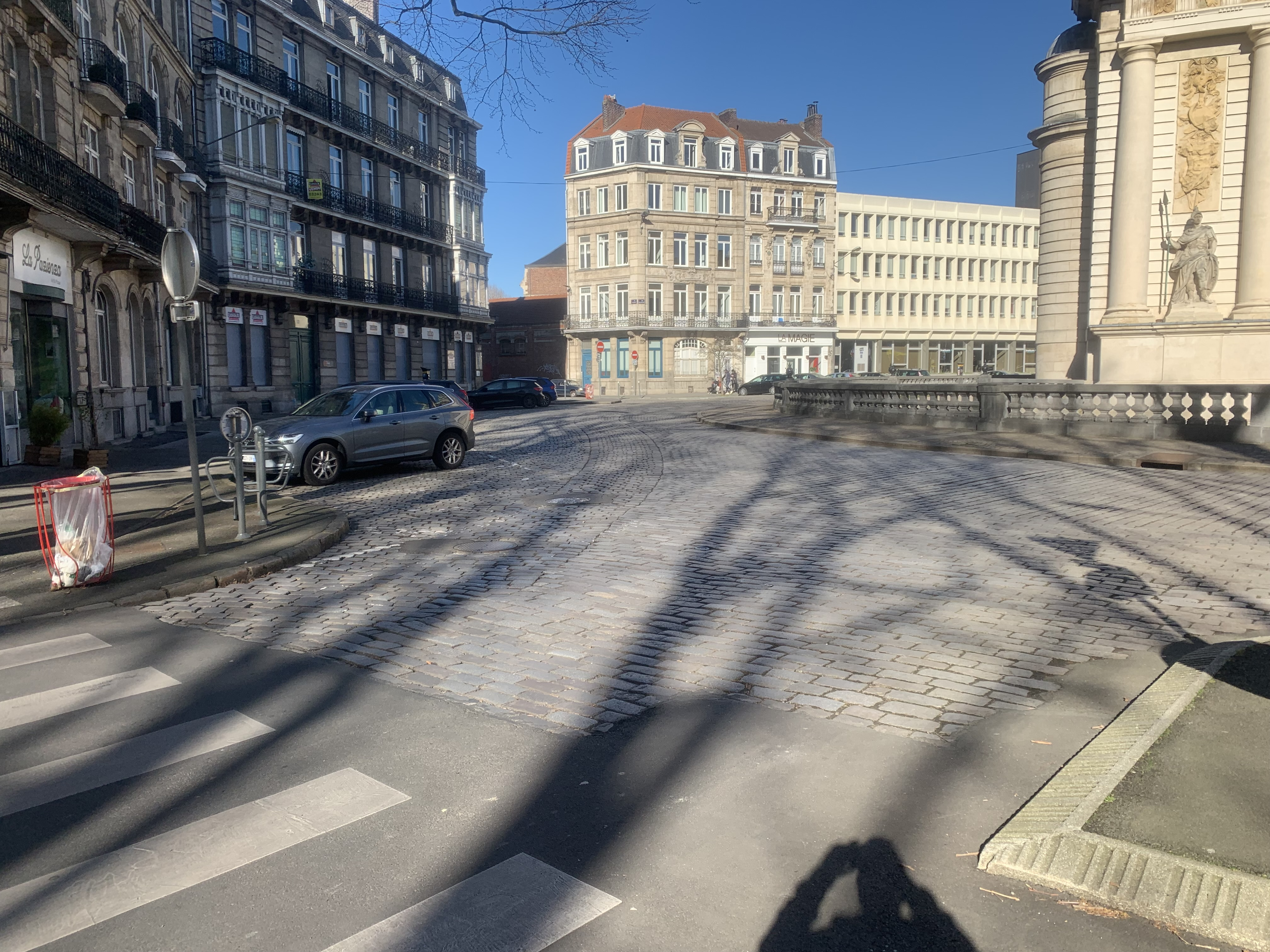
(2/3)
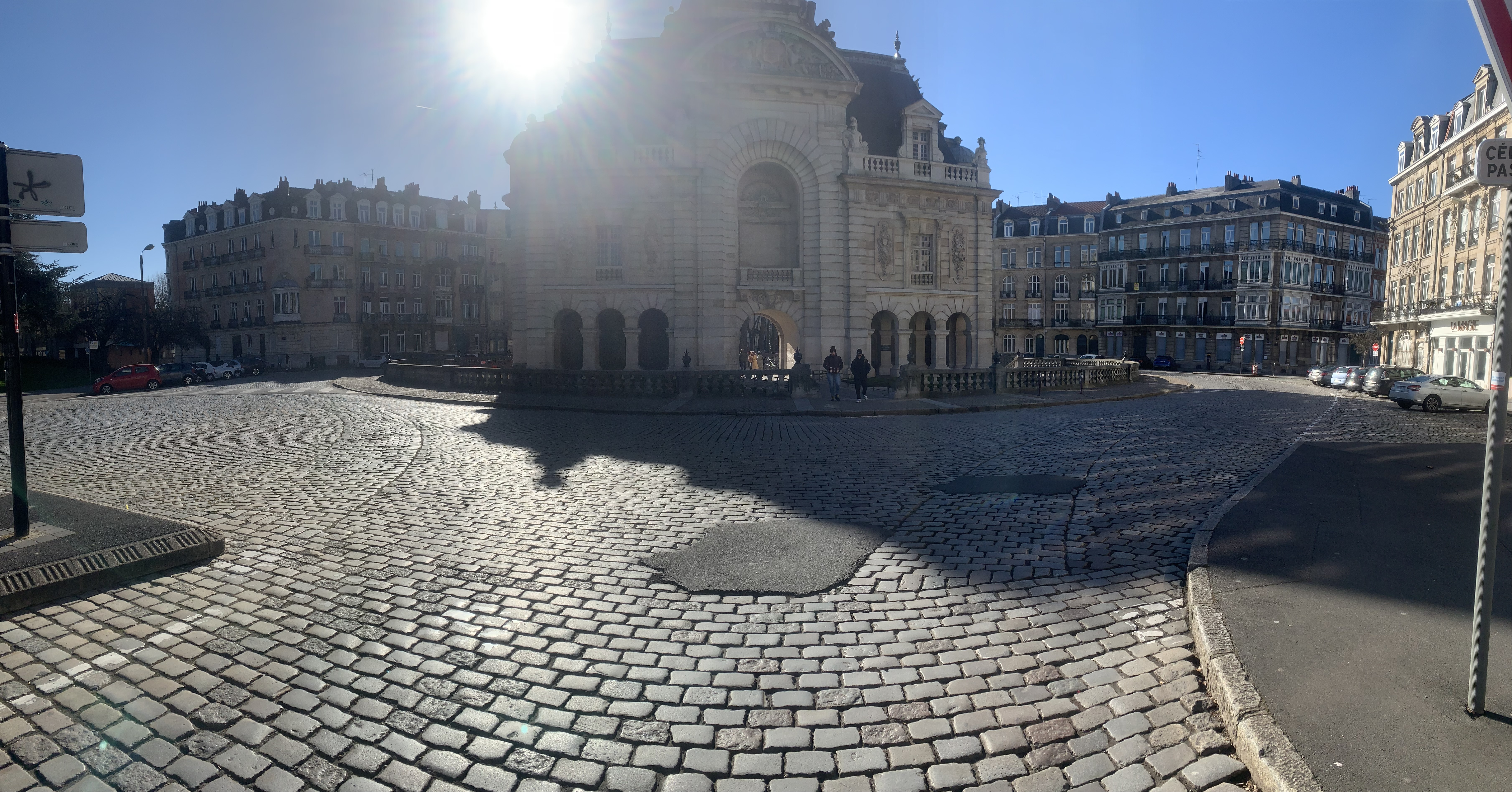
(3/3)
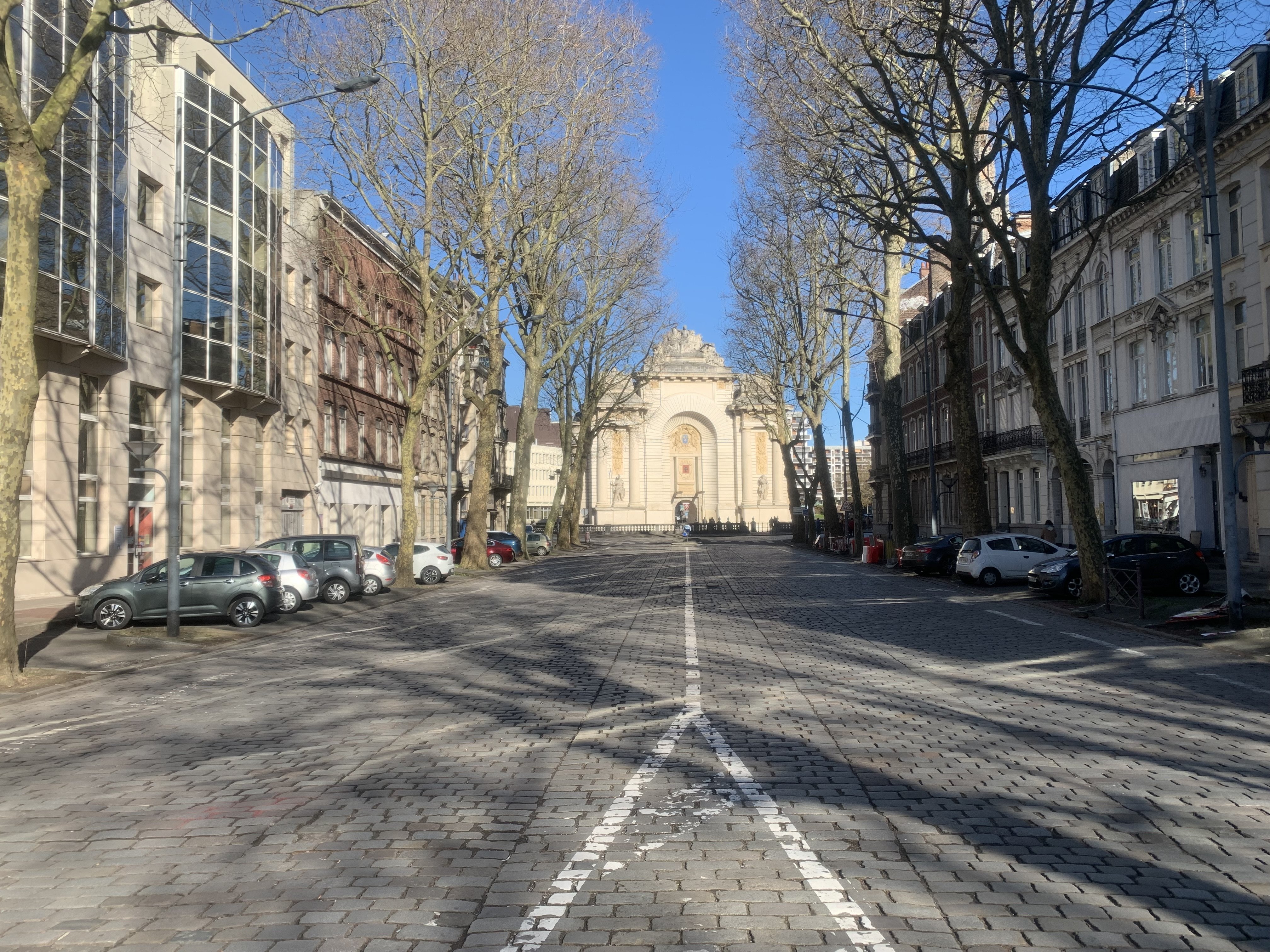
Boulevard Denis Papin (1/2).
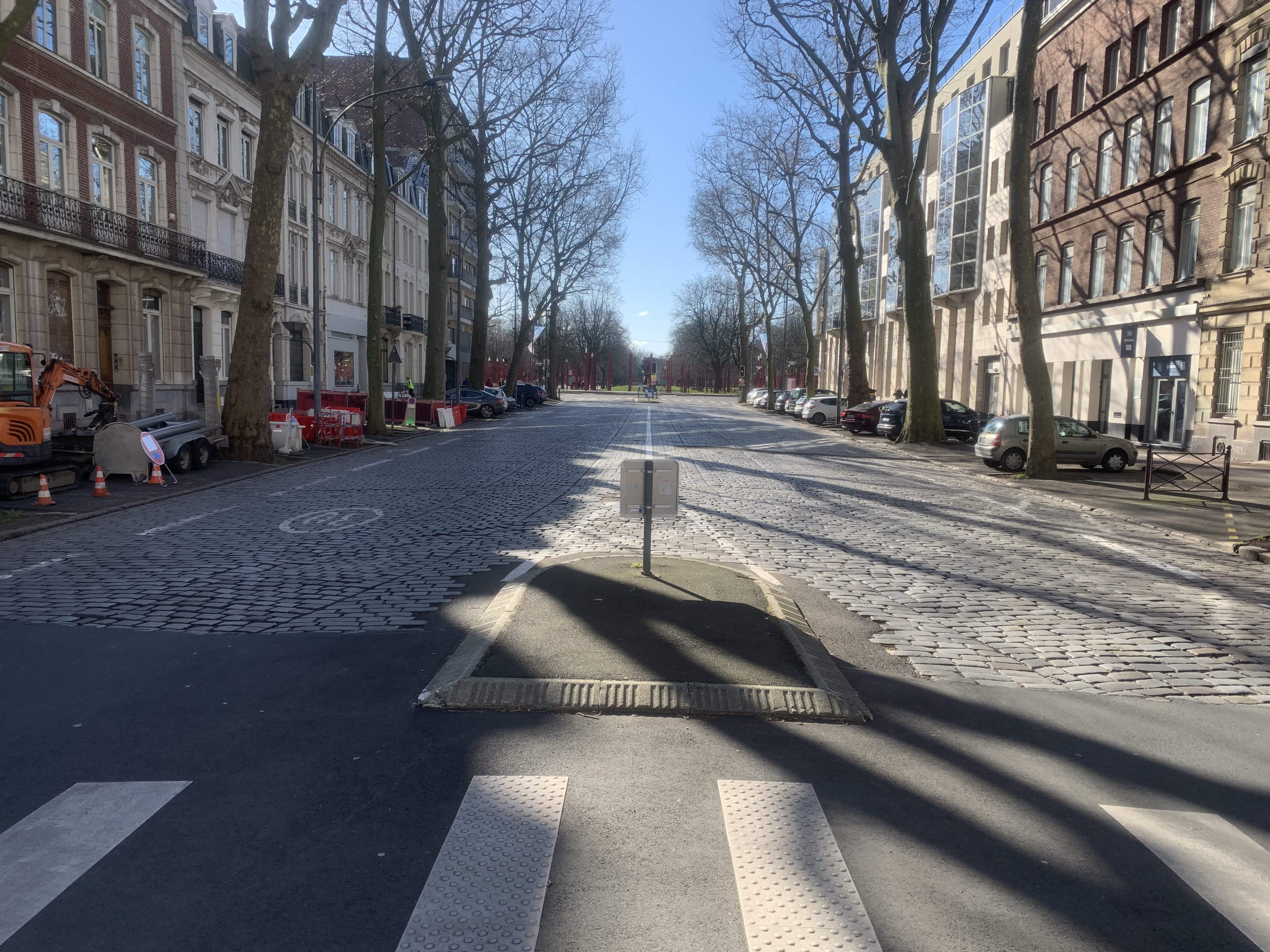
(2/2)